# Birkat al Ḩājj
Birkat al Ḩājj är en sjö i Egypten. Den ligger i den norra delen av landet, 16 km nordost om huvudstaden Kairo. Birkat al Ḩājj ligger 15 meter över havet. Runt Birkat al Ḩājj är det i huvudsak tätbebyggt.